# К'яра Крейцер
К'яра Кройцер  (нім. Chiara Kreuzer), до шлюбу Гельцль (Hölzl) — австрійська стрибунка з трампліна, чемпіонка світу та призерка чемпіонатів світу. 
Золоту медаль чемпіонки світу Гельцль виборола в командних змаганнях на нормальному трампліні на світовій першості 2021 року, що проходила в німецькому Оберстдорфі.